# 그레이엄 앨리슨

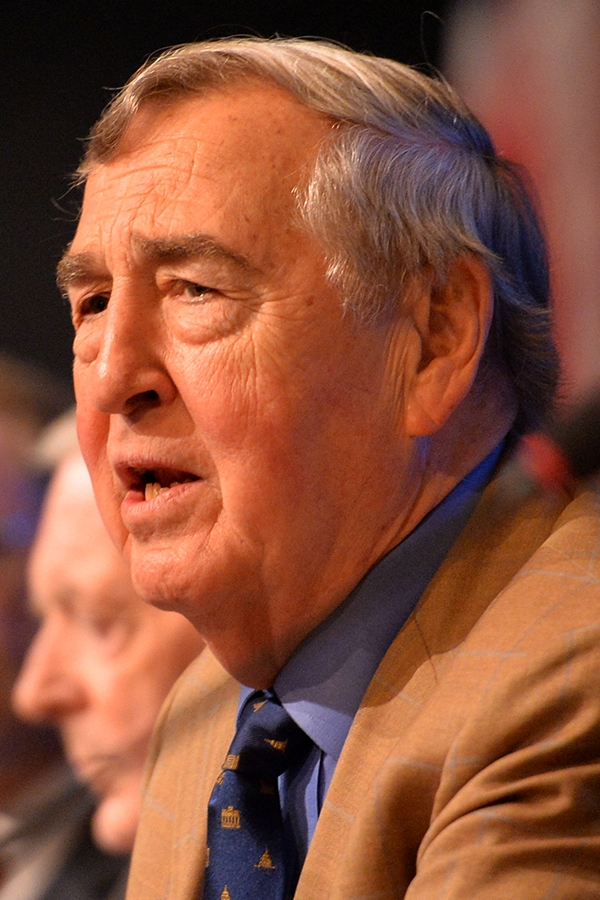
2017년 모습

그레이엄 앨리슨(Graham Allison, 본명: Graham Tillett Allison Jr., 1940년 3월 23일 ~)은 미국의 정치학자이자 하버드 대학교 존 F. 케네디 행정대학원의 더글러스 딜런 정부 교수이다. 그는 1960년대 말과 1970년대 초, 특히 위기 상황에서 의사 결정에 대한 관료적 분석에 기여한 것으로 유명하다. 피터 잔튼(Peter Szanton)과 공동 집필한 그의 저서 "외교 정책을 재구성하다: 조직적 연결"(Remaking Foreign Policy: The Organizational Connection)은 1976년에 출판되었으며 카터 행정부의 외교 정책에 영향을 미쳤다. 1970년대부터 앨리슨은 핵무기와 테러리즘에 특별한 관심을 가지고 미국 국가 안보 및 국방 정책의 주요 분석가이기도 했다.

## 생애
앨리슨은 노스캐롤라이나 주 샬롯 출신이며 1958년에 마이어스 파크 고등학교를 졸업했다. 그는 데이비드슨 칼리지에서 2년 동안 다녔고 1962년에 하버드 대학교에서 B.A.로 졸업했다. 앨리슨은 B.A.를 마쳤다. 1964년 마샬 장학생으로 옥스퍼드 대학교에서 철학, 정치, 경제학 석사 학위를 취득하고 하버드로 돌아와 1968년 박사 학위를 받았다. 이곳에서 헨리 키신저가 그의 교수 중 한 명이었다.
앨리슨은 그의 저서 결정의 본질(Essence of Decision: Explaining the Cuban Missile Crisis, 1971)의 힘으로 조교수(1968), 부교수(1970), 정부부 정교수(1972)로서 하버드에서 전체 학업 경력을 보냈다. 이 책에서 그는 합리적인 행위자 모델을 사용하여 외교 정책 의사 결정을 이해하는 당시 널리 퍼진 접근 방식과 경쟁하기 위해 조직 프로세스 모델과 관료적 정치 모델이라는 두 가지 새로운 이론적 패러다임을 개발했다. 결정의 본질(Essence of Decision)은 정치학 및 그 이상 분야의 의사결정 연구에 혁명을 일으켰다.
앨리슨은 1977년에 존 F. 케네디 스쿨 오브 거번먼트의 학장이 되었다. 그는 1989년에 그 자리를 떠났다. 학장 재임 기간 동안 학교의 규모는 400% 증가했고 기부금은 700% 증가했다.
그는 1993년부터 1994년까지 국방부 정책 및 계획 담당 차관보와 함께 구소련 국가에 대한 전략 및 정책을 조정했다. 빌 클린턴 대통령은 "구 소련의 핵무기를 줄이기 위해 러시아, 우크라이나, 벨로루시, 카자흐스탄과의 관계를 재편성"한 공로로 앨리슨에게 공로상을 수여하는 국방부 메달을 수여했다.
앨리슨은 1995년부터 2017년까지 벨퍼 과학 및 국제 문제 센터(Belfer Center for Science and International Affairs)를 지휘했으며, 그때 애시 카터(Ash Carter) 전 미국 국방장관이 그의 뒤를 이었다.
2017년 책 전쟁을 향한 운명(Destined for War)에서 앨리슨은 투키디데스의 함정이라는 문구를 만들었는데, 그에 따르면 "한 강대국이 다른 강대국을 대체하겠다고 위협할 때 거의 항상 전쟁이 그 결과"라는 이론을 언급한다. 앨리슨의 용어는 투키디데스가 "전쟁을 불가피하게 만든 것은 아테네의 힘의 성장과 이것이 스파르타에 야기한 두려움이었다."라고 쓴 고대 텍스트 펠로폰네소스 전쟁사의 역사를 따르다. 이 용어는 2017년 4월 6일 도널드 트럼프 미국 대통령과 시진핑 중국 국가주석의 회담을 계기로 뉴욕타임즈의 유료 의견 광고에 등장했다. "이 지역의 두 주요 플레이어는 투키디데스의 함정에서 벗어나야 할 도덕적 의무를 공유한다." 앨리슨은 제1차 세계 대전(독일에 대한 영국의 두려움 포함), 스페인 왕위 계승 전쟁, 30년 전쟁(스페인과 오스트리아의 합스부르크 제국에 대한 프랑스의 불안정 포함)이 시작되는 상황이 함정을 드러낸다고 주장한다. 투키디데스의 함정에 대한 앨리슨의 개념과 미국-중국 관계에 대한 적용 가능성은 모두 학문적으로 심한 비판을 받았다. 2019년 3월, 중국정치학저널(Journal of Chinese Political Science)은 권력 이양 이야기가 국내 인식과 관련하여 중요한 것으로 보인다고 시사하는 특별호를 이 주제에 할애했다.
앨리슨은 하버드의 더글러스 딜런(Douglas Dillon) 정부 교수로 남아 있다.
앨리슨은 또한 고급 연구 센터(Center for Advanced Studies, 1973–74)의 펠로우였다. 브루킹스 연구소(1972–77)의 외교 정책 연구에 대한 방문 위원회 위원; 삼극위원회(1974–84 및 2018)의 회원이다. 그는 데이비드 록펠러(David Rockefeller)의 뒤를 이어 외교 관계 위원회(Council on Foreign Relations) 의장이 된 것으로 언급된 사람들 중 한 명이었다. 1979년 앨리슨은 스웨덴 웁살라 대학교의 사회과학부에서 명예박사학위를 받았다.
2009년에는 국립과학원으로부터 핵전쟁 예방과 관련된 행동 연구로 NAS상을 수상했다.
앨리슨은 로비 그룹인 USACC(미국-아제르바이잔 상공회의소)의 이사회 이사이기도 하다.
앨리슨은 국립행정학회(National Academy of Public Administration)의 연구원이자 외교협회의 회원이다.

## 같이 보기
- 국제 경찰